# Cumella carinata
Cumella carinata är en kräftdjursart som först beskrevs av Hansen 1887.  Cumella carinata ingår i släktet Cumella och familjen Nannastacidae. Inga underarter finns listade i Catalogue of Life.